# ボーン・ディス・ウェイ (曲)
「ボーン・ディス・ウェイ」（英: Born This Way=こうなる運命のもとに生まれてきた）は、アメリカ合衆国のレコーディングアーティストレディー・ガガの楽曲。彼女の2枚目のスタジオ・アルバム『ボーン・ディス・ウェイ』からのタイトル・トラックで、2011年2月11日に先行シングルとして発売された。楽曲の制作者にはガガ、プロデューサーにはガガの他フェルナンド・ガリベイ、DJホワイト・シャドウが名を連ねている。
批評においては、マドンナの「エクスプレス・ユアセルフ」との類似を指摘されている。マドンナ自身はこれを逆手にとり、エクスプレス・ユアセルフと本作のマッシュアップをライブで披露するなどのパフォーマンスをした。

## 商業的評価
シングルは商業的に成功を収めた。アメリカのBillboard Hot 100でガガにとって3作目の首位獲得シングルとなったほか、13カ国で首位を獲得した。また、同チャートで初登場1位を獲得した19番目のシングルとなり、1000曲目の1位獲得作品にもなった。日本のオリコンチャートでは10位を獲得し、Japan Hot 100ではガガにとって初の1位を獲得した。配信では着うたフル+インターネット配信合算でのミリオンを達成した。世界全体ではiTunesにてわずか5日で100万DLを達成、iTunes史上最速を記録した。

## 日本のメディアでの使用
2019年には日本の映画『ザ・ファブル』の主題歌に起用された。ガガにとって日本映画への主題歌提供は同作が初となる。

## 収録曲
- デジタル・ダウンロード[9]

1. "Born This Way" – 4:20

- ソングス・フォー・ジャパン

1. "Born This Way (Starsmith remix)" – 6:45

## チャートと認定
| チャート (2011年)                    | 最高 順位 |
| ------------------------------------ | --------- |
| オーストラリア ARIA                  | 1         |
| オーストリア オーストラリア トップ75 | 2         |
| ベルギー フランドル                  | 1         |
| ベルギー ワロン地域                  | 3         |
| カナダ Canadian Hot 100              | 1         |
| IFPI                                 | 43        |
| デンマーク                           | 2         |
| フィンランド                         | 1         |
| フランス                             | 2         |
| ドイツ (メディア・コントロールAG)    | 2         |
| アイスランド                         | 1         |
| イタリア (FIMI)                      | 2         |
| オランダ (Single Top 100)            | 1         |
| ニュージーランド                     | 1         |
| ノルウェー                           | 2         |
| スコットランド                       | 1         |
| スロバキア                           | 10        |
| 韓国(ガオン)                         | 1         |
| 日本 オリコン                        | 10        |
| 日本 Japan Hot 100                   | 1         |
| スペイン                             | 1         |
| スウェーデン                         | 1         |
| スイス                               | 1         |
| イギリス 全英シングルチャート        | 3         |
| アメリカ Billboard Hot 100           | 1         |
| アメリカ Adult Contemporary          | 30        |
| アメリカ Adult Pop Songs             | 16        |
| アメリカ en:Hot Dance Club Songs     | 49        |
| アメリカ Latin Pop Songs             | 24        |
| アメリカ Pop Songs                   | 6         |

| 地域                     | 認定     |
| ------------------------ | -------- |
| オーストラリア           | ゴールド |
| 日本（シングルトラック） | ミリオン |

### 2011年の年間チャートNo.1
- ZIP HOT 100 - 週間チャート6週連続1位（2011年3月20日-4月24日）
- ビルボード・ジャパン・ミュージック・アワード
  - Billboard JAPAN Adult Contemporary of the Year 2011
  - Billboard JAPAN Digital and Airplay Overseas of the Year 2011

## 発売日一覧
| 国、地域       | 日付          | 規格                                                                   |
| -------------- | ------------- | ---------------------------------------------------------------------- |
| アメリカ合衆国 | 2011年2月11日 | コンテンポラリー・ヒット・ラジオ、リズミック・コンテンポラリー・ラジオ |
| 全世界         | 2011年2月11日 | デジタル・ダウンロード                                                 |
| 日本           | 2011年3月4日  | デジタルダウンロード                                                   |
| アメリカ合衆国 | 2011年3月15日 | シングル                                                               |
| 日本           | 2011年3月16日 | CDシングル、デジタルダウンロード（PC)                                  |

## パロディ
アメリカのパロディソングの帝王として知られるアル・ヤンコビックは、「パフォーム・ディス・ウェイ」(Perform This Way)というガガを批評する内容の歌をアルバムに入れた。しかし、当初はガガ側（正確にはマネージャー）が本人に伝えず却下していた為、ヤンコビックはPV公開を一旦は断念した。ところが、ガガ本人はヤンコビックのファンであり、マネージャーの判断を一蹴・むしろ歓迎して認めたという。これにより、PVが正式に公開されている。
日本では桑田佳祐が2013年のAct Against AIDSのチャリティーイベント『昭和八十八年度! 第二回ひとり紅白歌合戦』で、三波春夫の「東京五輪音頭」とのメドレーとしてカバーしている。また、桑田はこの曲ではレディー・ガガをもじった「ジジイ・ガガ」に扮して歌い、歌詞も2020年夏季オリンピックにちなんだものになっている。また同ライブがDVDとして発売される際には桑田のスタッフがガガ側に映像を見せ、桑田が何者かを説明し収録の承諾を得ることができた。かねてから桑田はガガの事を「素晴らしいですね。あれが売れるのは健全。親日家で日本のことを思ってくれて、インテリジェンスもあってね」と認めていた。